# Asem Jaran
Asem Jaran is een bestuurslaag in het regentschap Sampang van de provincie Oost-Java, Indonesië. Asem Jaran telt 3055 inwoners (volkstelling 2010).